# Lover (Live from Paris)
Lover (Live from Paris) es el cuarto álbum en vivo de la cantante y compositora estadounidense Taylor Swift, publicado el 18 de mayo de 2020 a través de Republic Records. El álbum tuvo un lanzamiento especial el 14 de febrero de 2023 por el Día de San Valentín, fue vendido como un Disco de vinilo de edición limitada que se vendió exclusivamente a través de la tienda web de Swift. Consta de dos LP en forma de corazón que contienen las grabaciones en directo de las ocho canciones del séptimo álbum de estudio de Swift, Lover (2019), que interpretó en City of Lover, su concierto de un día en el teatro Olympia de París, el 9 de septiembre de 2019. Entró en las listas de éxitos de Australia, Reino Unido y Estados Unidos, y encabezó el top Vinyl Albums de Billboard en Estados Unidos.

## Antecedentes y lanzamiento
Swift lanzó su séptimo álbum de estudio, Lover, el 23 de agosto de 2019, a través de Republic Records. Describió Lover como un disco que explora todas las formas de amor, actuando como una "carta de amor al amor". Recibió críticas positivas por parte de la crítica musical, and enjoyed wide commercial success. Para celebrar el lanzamiento del álbum, Swift celebró el City of Lover, un concierto único, en el teatro Olympia de París, Francia, el 9 de septiembre de 2019. Se convertiría en el único concierto de Swift en apoyo de Lover, ya que su prevista sexta gira de conciertos, Lover Fest, fue cancelada debido a la pandemia de COVID-19.
El 17 de mayo de 2020, el concierto se emitió como un especial de una hora, titulado Taylor Swift: City of Lover, en ABC, y finalmente estuvo disponible para streaming en Hulu y Disney+. Los medios de comunicación opinaron que el especial de televisión era una alternativa a la gira cancelada. El especial de televisión solo incluía las ocho canciones de Lover que se interpretaron en el concierto, y excluía las canciones que había interpretado de sus otros álbumes. Tras el estreno del especial, las versiones en directo se lanzaron a la música digital y a las plataformas de streaming, excepto "The Man", que ya estaba disponible en streaming desde el 18 de febrero de 2020.
El 13 de febrero de 2023, Lover (Live from Paris) fue anunciado por la cuenta oficial de fans de Swift como una edición limitada de álbum de vinilo para su lanzamiento el Día de San Valentín a través de Republic Records. Cada paquete contiene dos LPs con forma de corazón -uno rosa y otro azul- y se puso a la venta exclusivamente en la tienda web de Swift. Lover (Live from Paris) es el cuarto álbum en directo de Swift, tras Speak Now World Tour - Live (2011), Live from Clear Channel Stripped 2008 (2020) y Folklore: The Long Pond Studio Sessions (From the Disney+ Special) (2020). Billboard informó de que un total de 13.000 copias del álbum estaban disponibles para su compra en los Estados Unidos.

## Recepción  comercial
Lover (Live from Paris) fue el álbum de vinilo más vendido en Estados Unidos en la semana del 4 de marzo de 2023. Encabezó la lista Billboard Vinyl Albums, y fue el noveno álbum número uno de Swift en la lista, aterrizó en el número cinco de la lista Top Album Sales al agotar todas sus 13.000 copias disponibles, y debutó en el número 58 de la lista Billboard 200. Junto a la entrada del álbum en directo en la lista Billboard 200 con fecha del 4 de marzo de 2023, Swift registró otros nueve álbumes, convirtiéndose en la primera artista de la historia en colocar al menos 10 álbumes en el Billboard 200 simultáneamente desde el cantante estadounidense Prince en 2016; Swift es la primera solista viva en colocar 10 álbumes en una sola semana desde 1963.
Tras su reedición en vinilo y lanzamiento digital en 2025, el álbum volvió a ingresar al Billboard 200 en el número dos, detrás de Debí Tirar Más Fotos de Bad Bunny, con 202.500 unidades equivalentes a álbumes, con 161.000 por ventas de vinilo. Marca la semana de ventas de vinilo más grande para un álbum en vivo desde que Luminate comenzó a rastrearse en 1991, y el 18.º álbum de Swift entre los diez primeros en la lista.

## Lista de canciones
Todas las canciones están producidas por Taylor Swift y están subtituladas "(Live from Paris)".
Lado A
1. "Me!" (Taylor Swift, Joel Little, Brendon Urie) – 3:33
2. "The Archer" (Swift, Jack Antonoff) – 3:30

Lado B
1. "Death by a Thousand Cuts" (Swift, Antonoff) – 3:19
2. "Cornelia Street" (Swift) – 4:56

Lado C
1. "The Man" (Swift, Little) – 3:39
2. "Daylight" (Swift) – 4:22

Lado D
1. "You Need to Calm Down" (Swift, Little) – 3:23
2. "Lover" (Swift) – 3:49

## Créditos y Personal
- Taylor Swift - voz, producción, composición, piano, guitarra
- Max Bernstein - guitarra, guitarra acústica, teclado
- Mike Meadows - guitarra acústica, teclado
- Paul Sidoti - guitarra, guitarra acústica
- Amos Heller - bajo, teclado
- Eliotte Woodford - coros
- Jeslyn Gorman - coros
- Kamilah Marshall - coros
- Melanie Nyema - coros
- Matt Billingslea - batería
- David Cook - teclado
- Jack Antonoff - composición
- Joel Little - composición
- Brendon Urie - composición
- Christopher Rowe - masterización, mezcla, ingeniería

## Posicionamiento en listas
| Lista (2023)                             | Mejor posición |
| ---------------------------------------- | -------------- |
| Australia Australian Vinyl Albums (ARIA) | 6              |
| Escocia (Scottish Albums Chart)          | 9              |
| Reino Unido (UK Albums Chart)            | 90             |
| Estados Unidos (Billboard 200)           | 2              |